# Trigram (letters)
Een trigram is een combinatie van drie tekens in een zekere volgorde. "SDF" is een ander trigram dan "FSD".
Digrammen en trigrammen spelen een rol bij datacompressie en cryptoanalyse. Op basis van statistische gegevens kan men in bepaalde gevallen versleutelde berichten ontcijferen door de tekst in trigrammen op te splitsen. Omdat niet ieder trigram even vaak voorkomt in een natuurlijke taal, kan men hieruit de versleuteling afleiden. Digrammen en trigrammen worden ook bij handcijfers gebruikt, de pen-en-papier-codes. Een voorbeeld waarbij trigrammen kunnen worden gebruikt is het ontdubbelen van adresbestanden.